# تئودور ژریکو
تئودور ژریکو (به فرانسوی: Théodore Géricault) (۲۶ سپتامبر ۱۸۲۴–۱۷۹۱)، نقاش و حجار شهیر فرانسوی بود که نبوغ خود را در تمامی سال‌های زندگی به جهانیان نشان داد. معمولاً او را با شاهکاری که در ۲۵ سالگی خلق کرد می‌شناسند. در حالی که در سنین جوانی درگذشت، وی را یکی از پیشگامان جنبش رمانتیک می‌خوانند.

## اوایل زندگی
ژریکو در شهر روآن فرانسه به دنیا آمد و در ابتدا تحت نظر Pierre-Narcisse Guérin (نقاش کلاسیک، کسی که ژریکو را به جهانیان معرفی کرد) شروع به گذراندن فیگور کلاسیک نمود و نیز تحت نظر Carle Vernet دورهٔ هنرهای ورزشی انگلیسی را گذراند. در تمام سالهای زندگی خود را به عنوان نقاش معرفی می‌کرد و در همه حال تحسین‌کننده شور و حرارت آثار پتر پل روبنس بود. ژریکو خیلی زود کلاس‌های درس را رها کرد و به کپی آثار پتر پل روبنس، دیه‌گو ولاسکز و رامبرانت در موزهٔ لوور پرداخت.

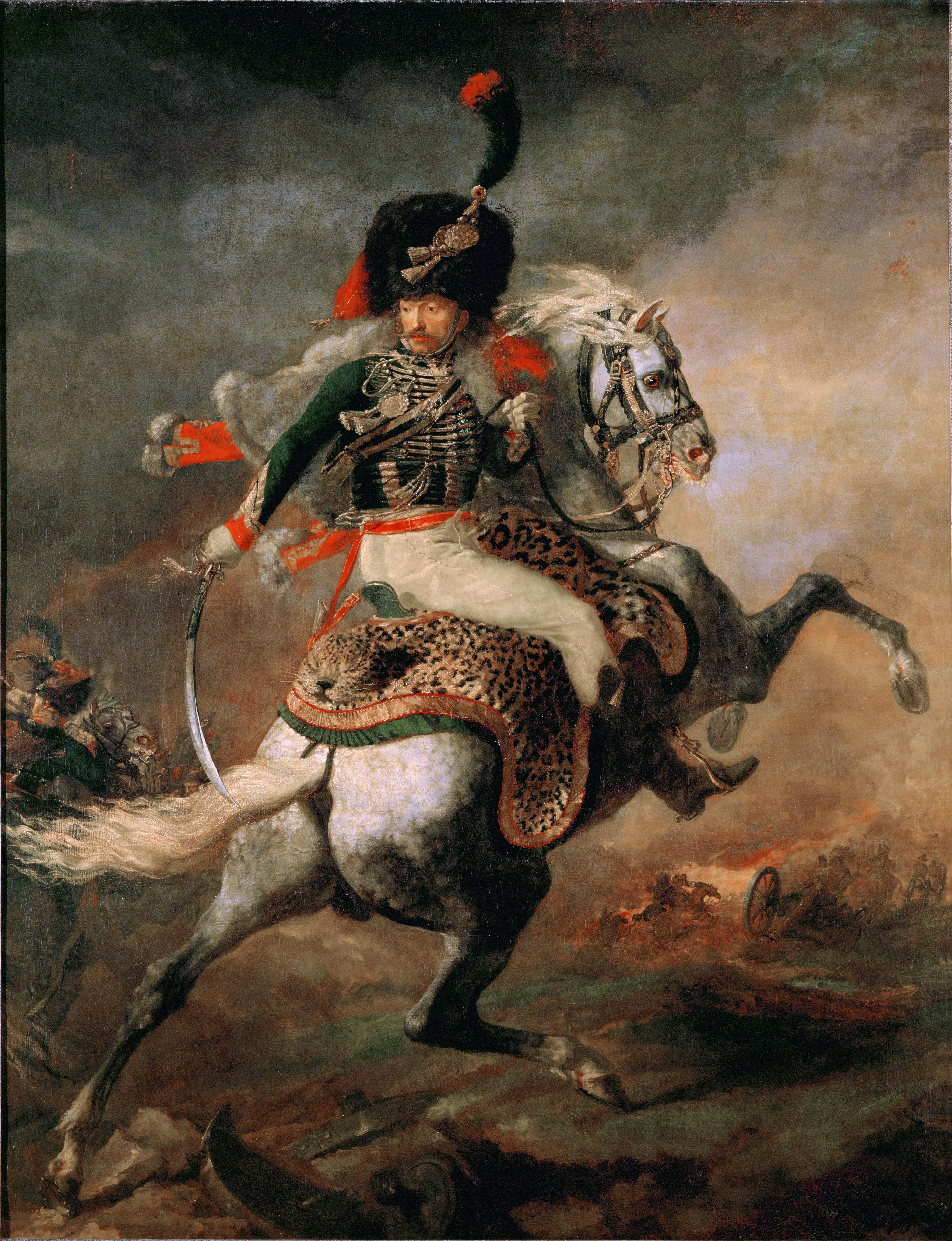
The Charging Chasseur, ۱۸۱۲.

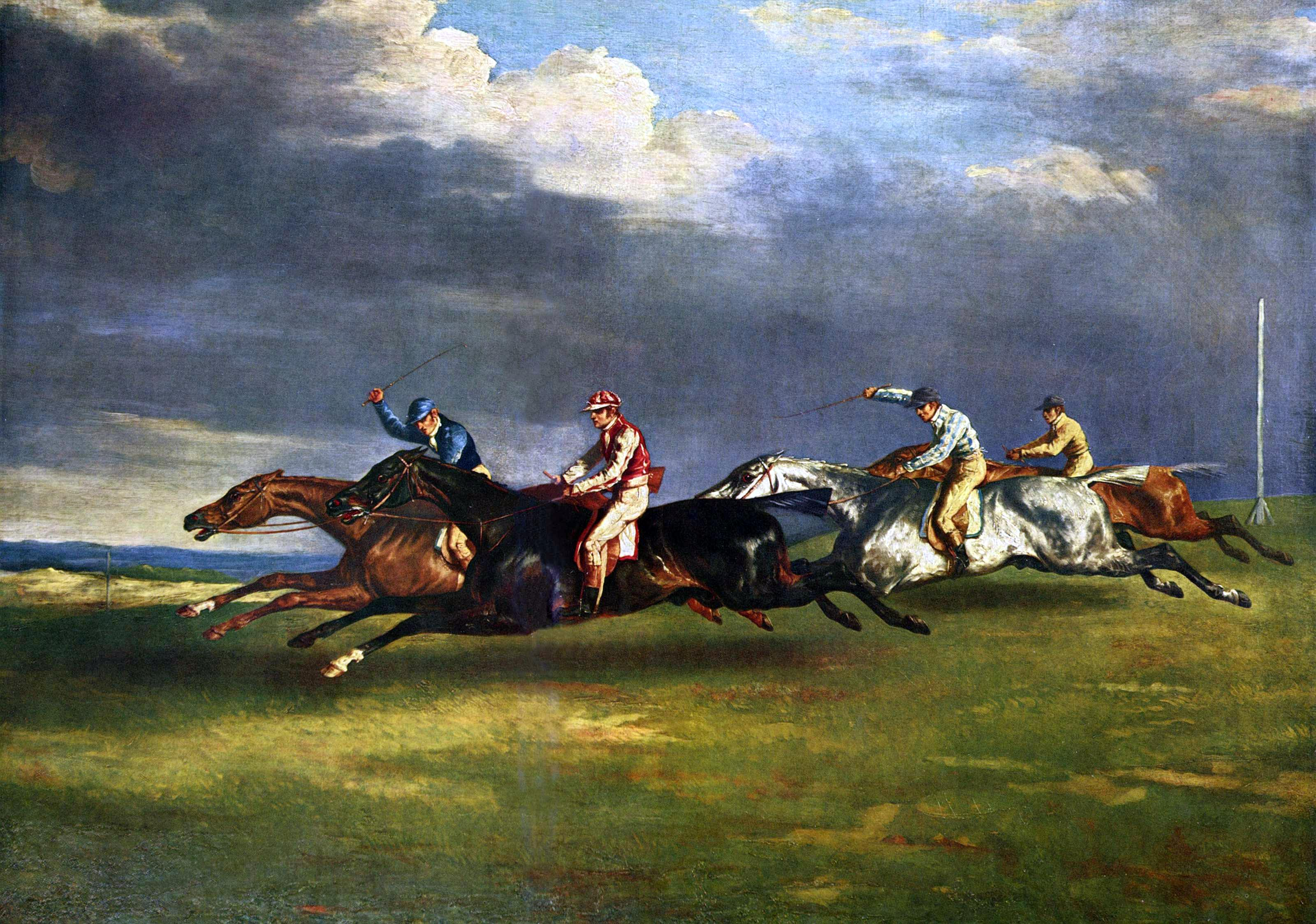
The Derby of Epsom,۱۸۲۱

در دورانی که در موزهٔ لوور بود انرژی و زنده‌دلی حاکم بر مکتب نئوکلاسیسیسم او را جلب خود کرد و این شور و حرارت را به کپی‌کاری در لوور ترجیح داد. او سپس به ورسای نقل مکان کرد و زمان زیادی را در آنجا سپری نمود؛ چون در آنجا درهای زیادی رو به او گشوده بود و می‌توانست از محیط قصر و اصطبل‌های آن استفاده کند. سپس به کسب دانش در راستای شناخت آناتومی و حرکات بدن اسب‌ها پرداخت.

## عرصهٔ شناخت
اولین کار مهم و بزرگ او از همین سری The Charging Chasseur در سال ۱۸۱۲ در سالن پارس به نمایش درآمد که می‌توان نفوذ سبک و استایل روبنس در کارها ی او ولی با مضامین روزانه و معاصر به چشم دید. موفقیتی آرمانی، به یاد ماندنی و تغییری انحرافی در پیشرفت او به همراه داشت. انحرافی که باعث آغاز یک سری از مطالعات چند ساله به روی حرکت، فرم بدن و سوار کاران شد. او در سال ۱۸۱۴ Wounded Cuirassier را به نمایش درآورد. کم رنگ شدن قدرت در نقاشی و پرداخت به مفاهیمی دیگر باعث حملهٔ منتقدان به سوی او شد. ناامیدی ی حاصل از اثری کم فروغ او را با دلسردی عازم ارتش کرد.

خدمت در ارتش در پادگان ورسای چندی بیش به طول نینجامید، نزدیک به ۲ سال پس از نمایش ۱۸۱۴ ناکامی حاصل از شناخت فرم اسب او را سمت شناخت فرم، ساخت و ترکیب شکل بدن انسان در ارتش به صورت خود آموز سوق داد. سال ۱۸۱۷ و نقل مکان او به فلورانس و بعد ناپل او را مسحور آثار معروف ایتالیایی ازجمله میکل‌آنژ و هنر بکر ایتالیا در آن دوران کرد.

بعد از ورود با دیدن آثار ایتالیایی دوباره به سنت قبلی و ناکام خود بازگشت، آغاز پروژهٔ اسب‌های سواری که مسابقات خطرناک اسب سواری مرسوم در ایتالیا را به تصویر می‌کشید که به صورت رنگ فرسک اجرا می‌شد ذهن او را درگیر خود کرد. آثار دارای تمی حماسی، اسطوره‌ای و انتزاعی بود که نوید اثری بی‌نظیر در آن دوران را می‌داد به تصویر کشیده شدند، اما این سری از کارها نیز بدون پایان ماند. در ساله ۱۸۲۱ جریکو دوباره به فرانسه بازگشت و مشغول نقاشی از The Derby of Epsomکه یک سری از مسابقات سال فرانسه بود شد.

## آثار شاخص

### کلک مدوسا
تئودور ژریکو در طی زندگی کوتاه خود چند اثری بیش بر جا نگذشت. اثری که شهرت جهانی پایدار او را تضمین کرد، بر مبنا ی حادثه‌ای واقعی ساخته شد. در ژوئیه ۱۸۱۷ زمانی که ژریکو در ایتالیا به سر می‌برد، یک ناو محافظ فرانسوی که تعدادی مهاجر و سرباز را به سنگال می‌برد دور از آن ساحل به گل نشست. افسران و خدمهٔ کشتی با خزیدن در چند قایق موجود جان خود را نجات دادند و اکثر مسافران را به امان خدا رها کردند. مسافران به هر ترتیبی که بود کلکی ساختند که ۱۵۰ نفر بر آن سوار شدند و به دریا زدند. پس از روزهای متمادی یاس و حرمان وصف ناپذیر، فقط ۱۵ نفر از آن‌ها زنده ماندند که کشتی در حال‌گذری نجاتشان داد.

این رویداد که در فرانسه جنجال فراوانی به پا کرد، در یک پرده نقاشی عظیم جاودانه شد. جریکو، درست مانند گزارشگری امروزی، به تحقیق دربارهٔ واقعه و مصاحبه با بازماندگان پرداخت و آنگاه کار نقاشی را آغاز کرد. نقاشی، لحظه‌ای (در سیزدهمین روز) را نشان می‌دهد که آنان هنوز به زندگی چسبیده‌اند و با اندک توان باقی‌ماندهٔ خود می‌کوشند به کشتی که درست در همان لحظه در افق پیدا شده علامت بدهند.

کلک مدوسا از لحاظ انتخاب موضوع کاملاً غیرعادی بود. این نقاشی نه اسطوره‌های کهن، نه یک حادثهٔ تاریخی مهم و نه یک آفریدهٔ ادبی یا چیزی ابداعی خود نقاش، بلکه یک حادثهٔ حقیقی و به شدت بحث‌برانگیز را نشان می‌داد. قهرمانان این حادثه موجودات استثنایی نبودند بلکه مردم عادی بودند. روشی که ژریکو در عبور از مرز مستندسازی به کار برده نیز همین قدر نامعمول و خاص بود: او به جای پیروی از رسم جاری و مصور کردن یک حادثه مهیج، به جستجوی معادل‌ها ی تصویری برای عذاب، استیصال و بارقهٔ هولناک امید در مسافران کشتی شکسته برآمد، و در نتیجه این واقعیت متفاوت را تا سطح یک تمثیل عام و جذاب ارتقا داد.

خط مورب پرمخاطره سراسر تصویر را از گوشهٔ راست پایین تا گوشهٔ چاپ بالا درمی‌نوردد و در جایی که بادبان تیره با ابرهای سیاه، سنگین و آبستن طوفان درآمیخته است، ختم می‌شود. این کوشش قطری در تقابل با ریتم هرم بدن‌هایی است که با ضعف اما دیوانه وار خود را بالا می‌کشند و در راس آن پیکار سیاه علامت دهنده به کشتی نجات قرار دارد. این پیکار مظهر توده‌های له شده و درمانده‌ای است که امیدشان یکسره بر باد رفته. مرد ایستاده بر بالای خط افق، نگاه ما را به سمت کشتی دور و ناپیدا که کانون تمامی امیدهاست و هدف واپسین رمق مصیبت زادگان، هدایت می‌کند.

ترکیب بندی، تنظیم روشنی و تاریکی و حرکت هماهنگ، همگی از طریق وسایل صرفاً حسی و مستقل از محتوای روایی، درامی بصری را انتقال می‌دهد. بازتاب جریان حادثهٔ به تصویر درآمده با جذب تأثیر عاطفی آن لحنی هم دردانه می‌یابد و در نتیجه، حکایت به زبان تصویری بازگو می‌شود. ژریکو با مراجعه آشکار به اصول هنری دیوارنگارانهٔ آخرین قضاوت میکل‌آنژ، نه فقط در برابر رومانتیسم سالن که در آن زمان مقبول عام بود قد برافراشت، بلکه همچنین نخستین هنرمندی بود که به‌طور جدی سلطهٔ سنت کلاسیک گرایی بر هنر پاریسی سدهٔ نوزدهم را زیر سؤال می‌برد.

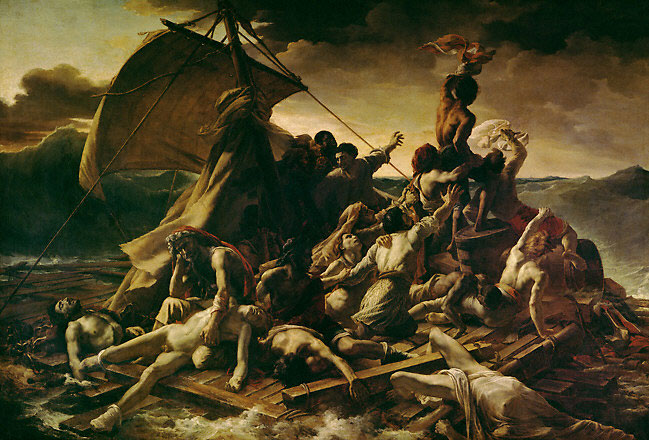
کلک مدوسا، ۱۸۱۹.

این اثر از جهت بسیاری آثار دیگری را تحت شعاع قرار می‌دهد. استفاده از فیگور جوان در گوشهٔ کادر بر گرفته از نقاشی اوژن دولاکروا می‌باشد .آخرین قضاوت اثر میکل‌آنژ به رویکردی به یاد ماندنی و معاصر در کار او قابل خواندن می‌شود؛ و از جهاتی نقاشی ما را به یاد اثر واتسون و کوسه‌ماهی از جان سینگلتون کاپلی می‌اندازد.

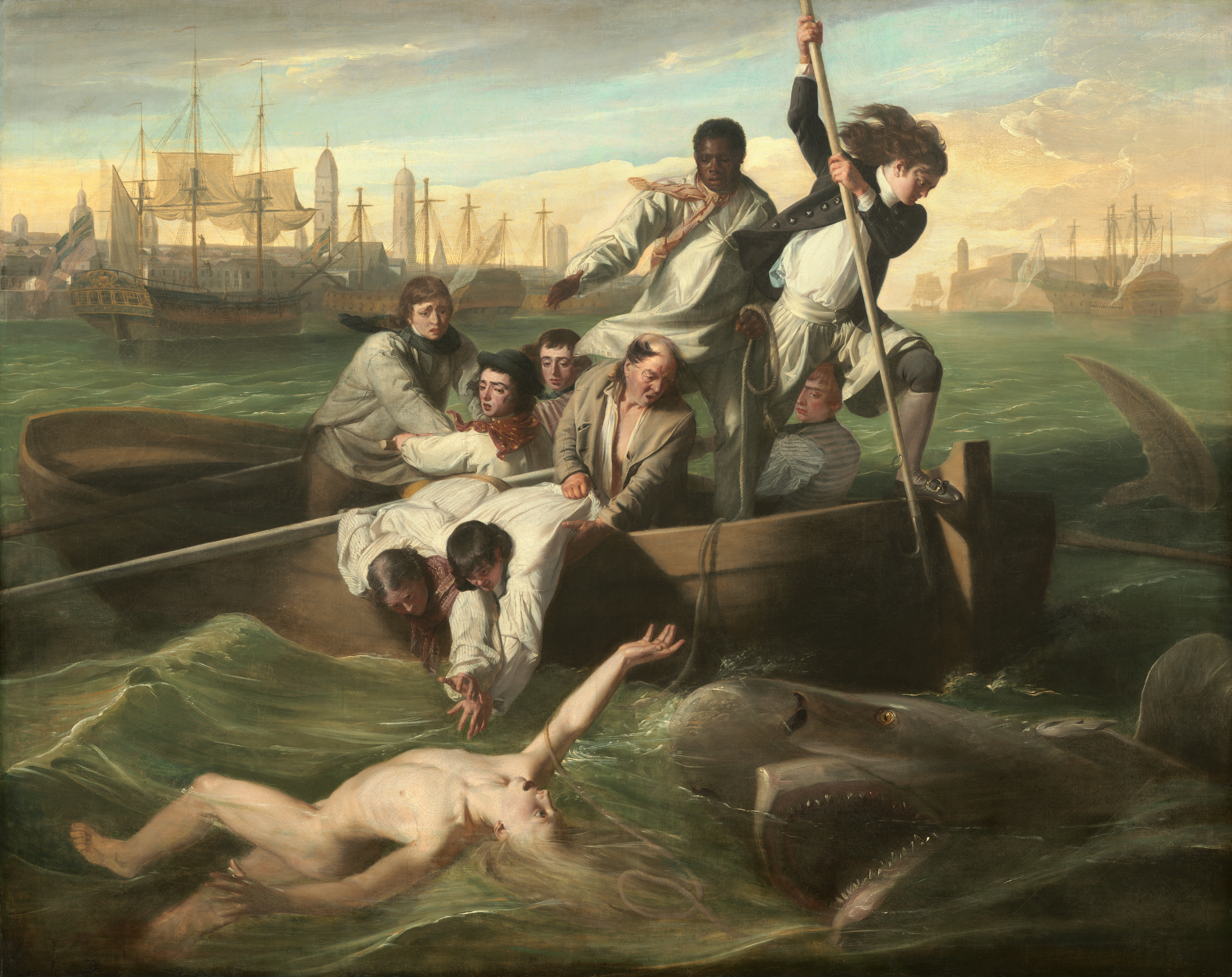
واتسون و کوسه، ۱۷۷۸.

### عضو به مثابه شکل
در میان هنرمندان پس از انقلاب، ژریکو به خشن‌ترین شکل مضمون اخته‌سازی نهفته در بازنمایی بدن مذکر قطعه قطعه شده و مجروح را مورد بهره‌برداری قرار می‌دهد. تصویر پردازی ژریکو بدون خاطرهٔ خشونت انقلاب، کابوس گیوتین، یا - در مورد تصاویر مکرر او از مردان زخمی - از دست رفتن بنیهٔ سیاسی فرانسه پس از سقوط ناپلئون، غیرقابل تصور است.

بازنمایی‌های کم و بیش سرد - اما اندوه‌بار - ژریکو از ضد قهرمانان ناپلئونی، که بدن آن‌ها به معنای دقیق کلمه قطعه قطعه - شکسته و قطع - شده‌است، این مسئله را به ما یادآور می‌شود که در تاریخ بازنمایی مدرن دوره‌هایی وجود دارد که طی آن‌ها بدن قطع عضو شدهٔ انسان در چشم بیننده نه صرفاً به عنوان یک استعاره، بلکه در مقام واقعیتی تاریخی جلو گر می‌شود. مورخان هنری که در مرز فراموش کردن این مسئله قرار دارند که بدن انسان نه تنها موضوع میل، بلکه جایگاه تجربهٔ رنج، دارد و مرگ است - درسی که پژوهشگران هنر عصر قدیم تر، که مشحون از شمایل نگاری چهرهٔ شهدا و قربانیان، و نمایش رنگ دوزخیان در جهنم و رنج بهشتیان بر روی زمین است، هیچ‌گاه نمی‌تواند آن را از نظر دور سازد.

در نقاشی‌های ژریکو از قطعات بدن انسان -در این مورد، دست‌ها و پاهای قطع شده - انسجام و تمامیت بدن به تمامی از میان رفته‌است. این قطعات جدا شده مجدداً بنا به میل هنرمند در ترکیباتی هولناک و در این حال با شکوه با یکدیگر پیوند یافته‌اند؛ تیرگی پس زمینه آن‌ها را به شکلی دراماتیک متمایز کرده‌است و صحت و کمال حسی آنها، چه به عنوان عناصری منفرد و چه به عنوان ترکیبی زیبایی شناختی، به واسطهٔ نوری موضعی که گویی از یک شمع سر چشمه می‌گیرد تشدید شده‌است. فضا ی این اثر به شکلی حیرت‌آور عینیت علمی - مشاهدهٔ عینی و بی‌طرفانهٔ میز تشریح - را با حدت و پیش‌بینی ناپذیری تغزل رومانتیک راد هم می‌آمیزد.

کیفیت دهشت به نمایش درآمده در نقاشی‌های قطعه بدن ژریکو و حتی بسیاری از هنرمندان و نویسندگان هم عصر و در آن شریک بوده‌اند - مسئله‌ای که ابعاد زیبا شناختی و سیاسی بسیار گسترده‌ای داشت. ژریکو با گستردن سرهای قطع شده در چشم‌انداز پرسپکتیوی افقی، آن‌ها را تابع قلمرو اشیا می‌کند، و عملکرد سابق آن‌ها در مقام با اهمیت‌ترین بخش بدن انسان را در برابر موقعیت کنونی آن‌ها به عنوان پاره ای بی جان و هولناکی که مانند گوشت روی پیش خان قصابی یا نمونهٔ رو ی میز تشریح بر سطح رو میزی پخش شده‌اند قرار می‌دهند. نکتهٔ تکان دهنده تر اینکه هنرمند برای رسیدن به حد اکثر تأثیر، سرهای مزبور را به دقت با یکدیگر ترکیب کرده‌است؛ پروژه‌ای زیبایی شناختی و متضمن مداخلهٔ صوری است.
تابلوی افسر گارد امپراتوری که در سال ۱۸۱۲ نقاشی شد، جلوه‌ای از ستایش قدرت خشونت‌آمیز در نزد هنرمند رومانتیک است. نسل ژریکو، زادهٔ انقلاب فرانسه و جنگ‌های ناپلئونی یعنی روزگار غرش توپ‌ها و کوبش تابلها است. شکوه نظامی، افسون و جبروت جنگ، همراه با عزت و خفتش برای آدمیان، از موضوعات طبیعی زمانه به‌شمار می‌روند و تابلوهای ژریکو و معاصرانش به تجلیل از هیجان خشم‌آگین جنگ اختصاص دارند و به وحشت و زبونی حاصل از آن توجه نمی‌کنند.

## نگارخانه

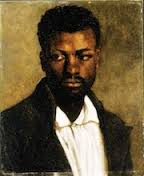
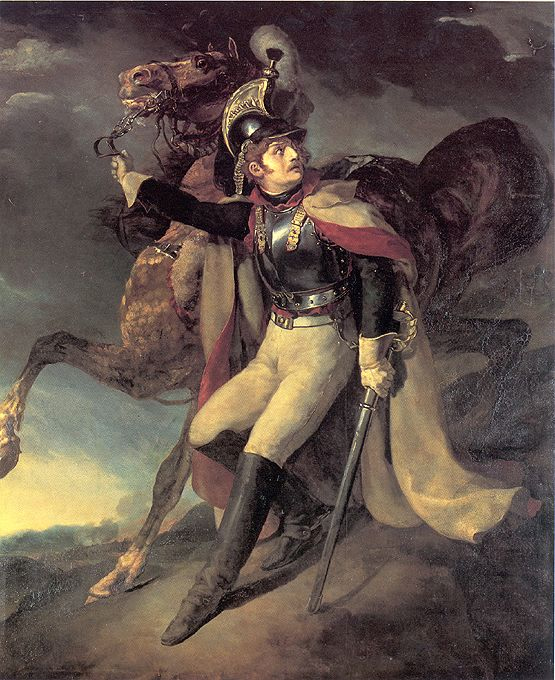
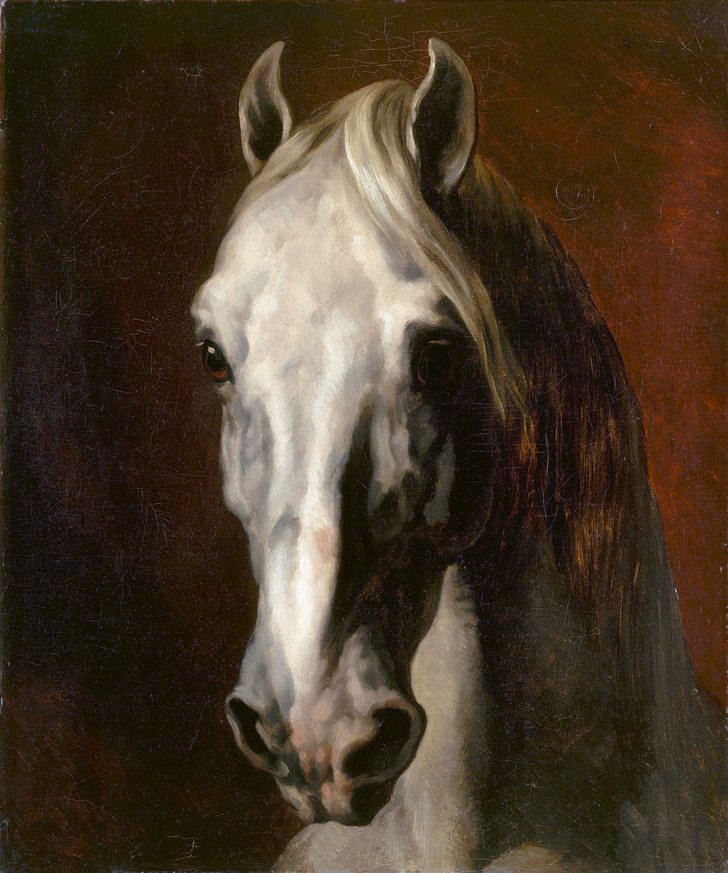
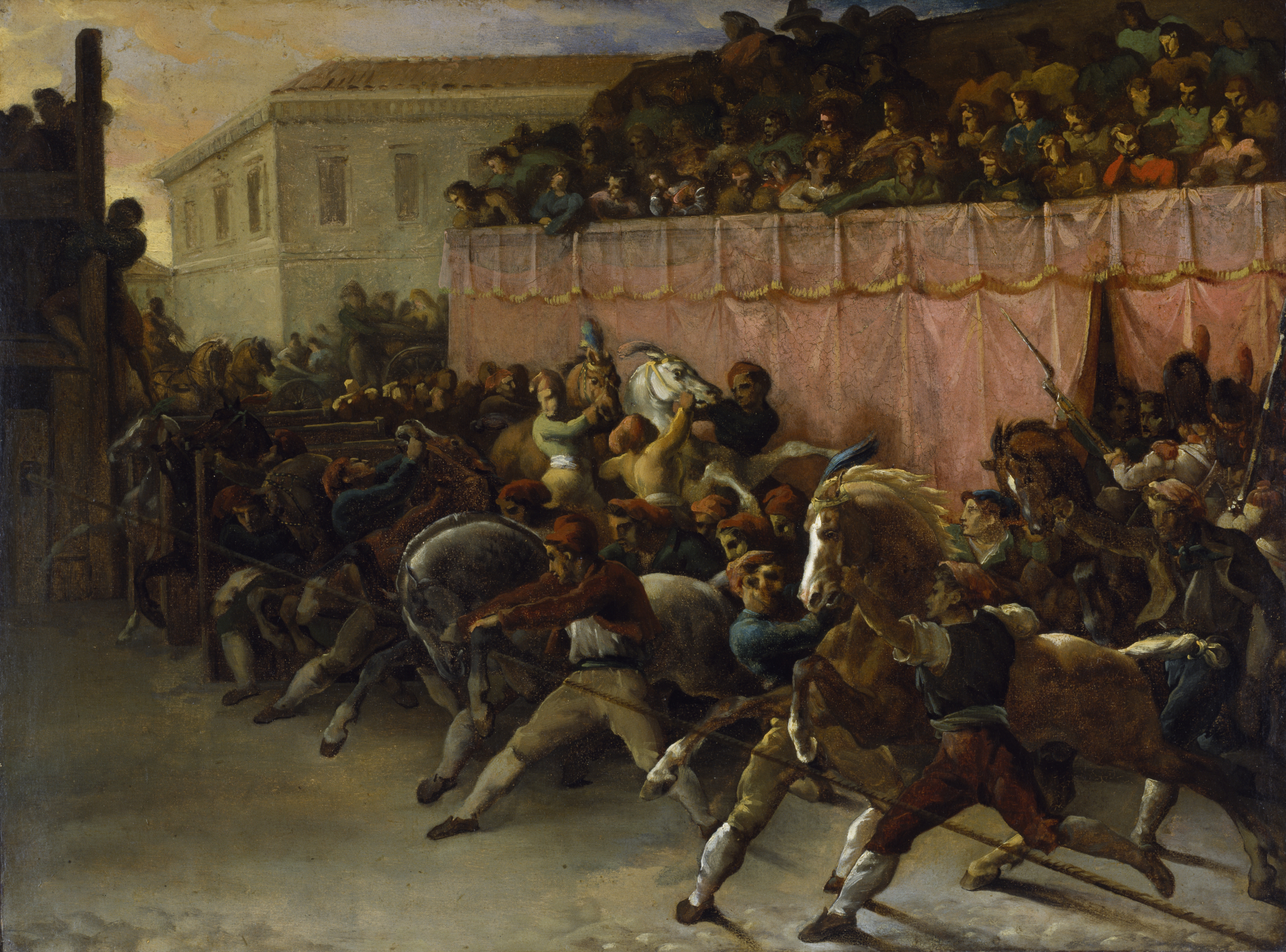
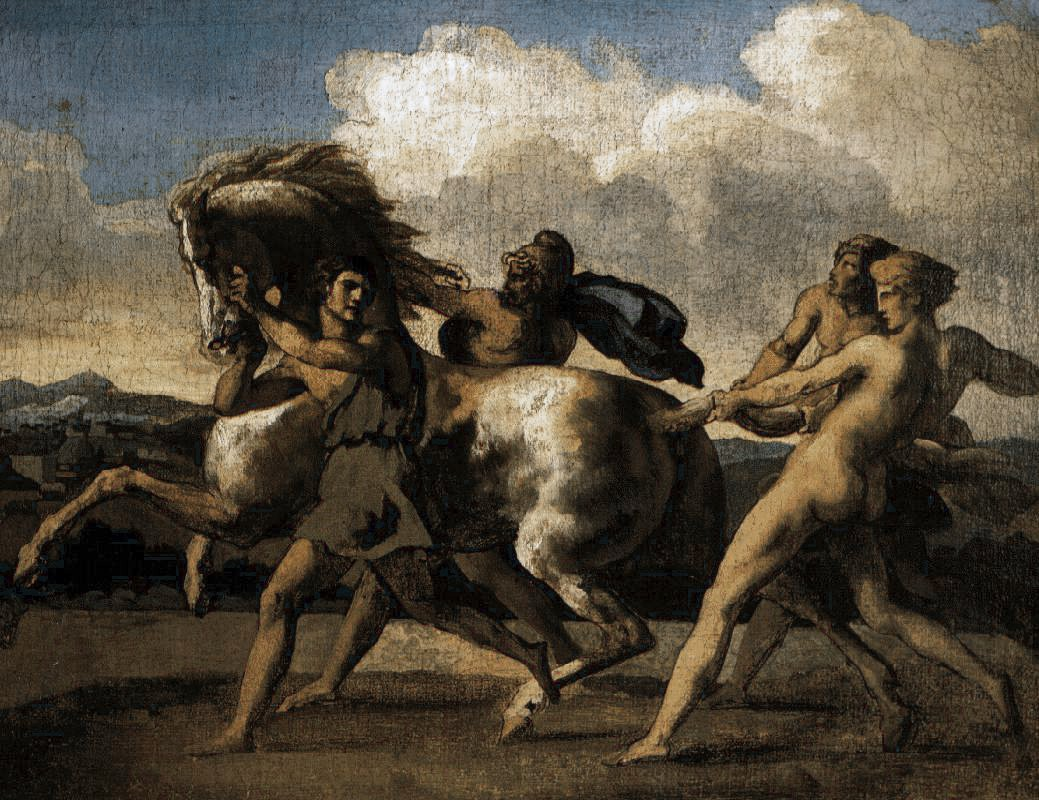
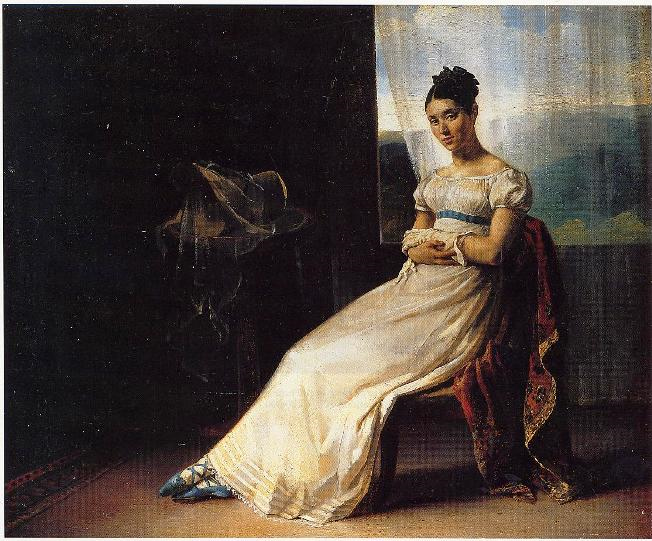
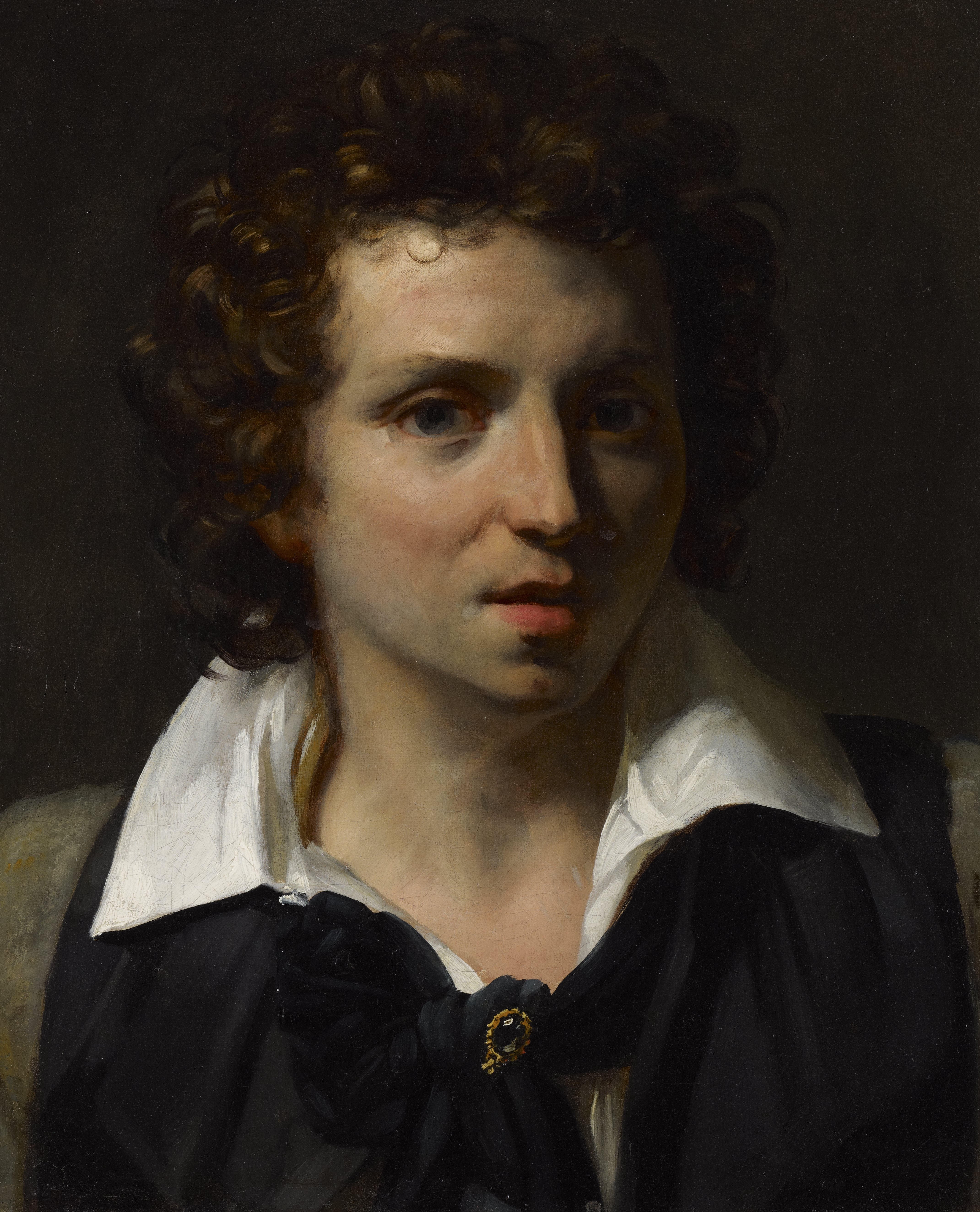
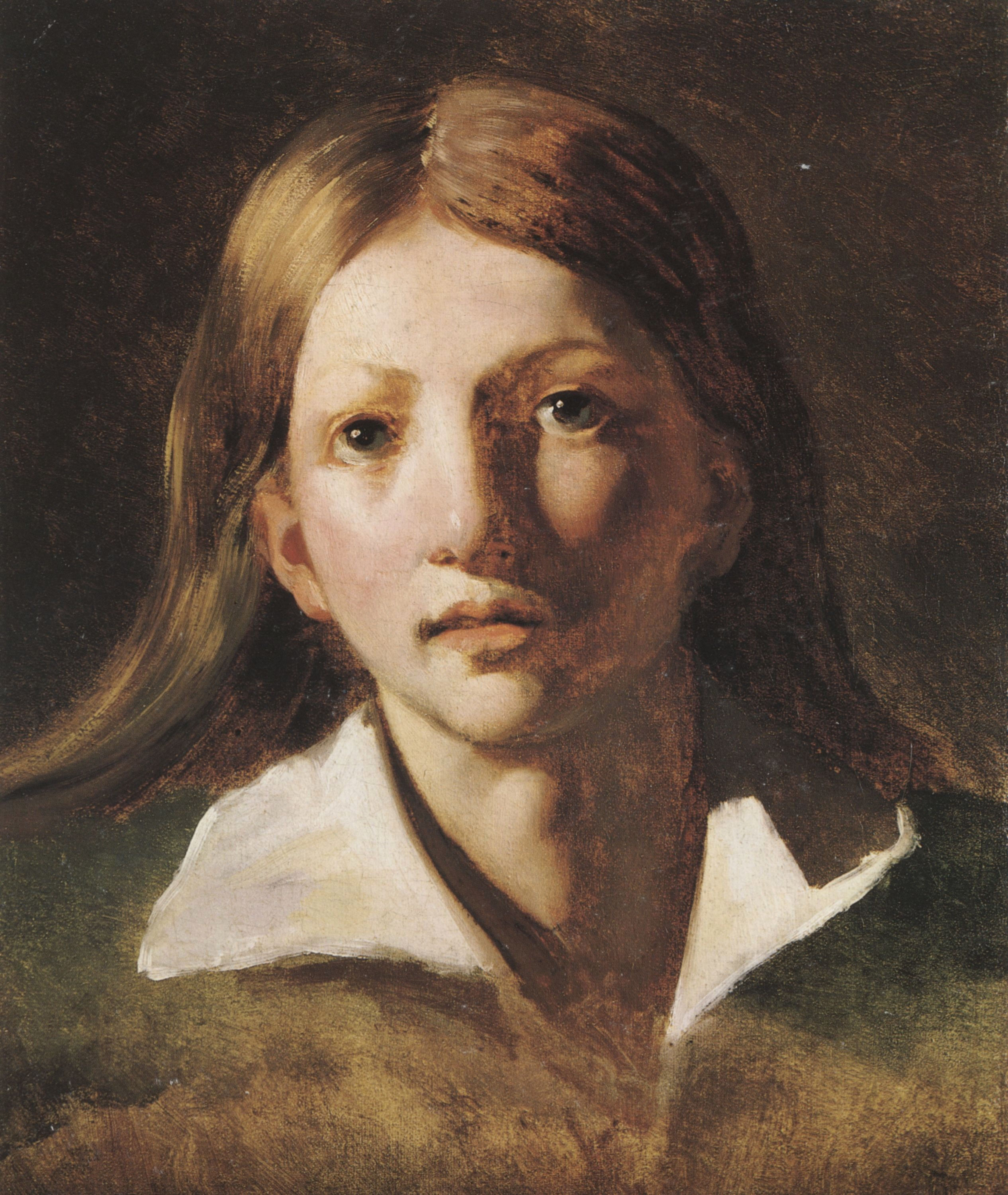
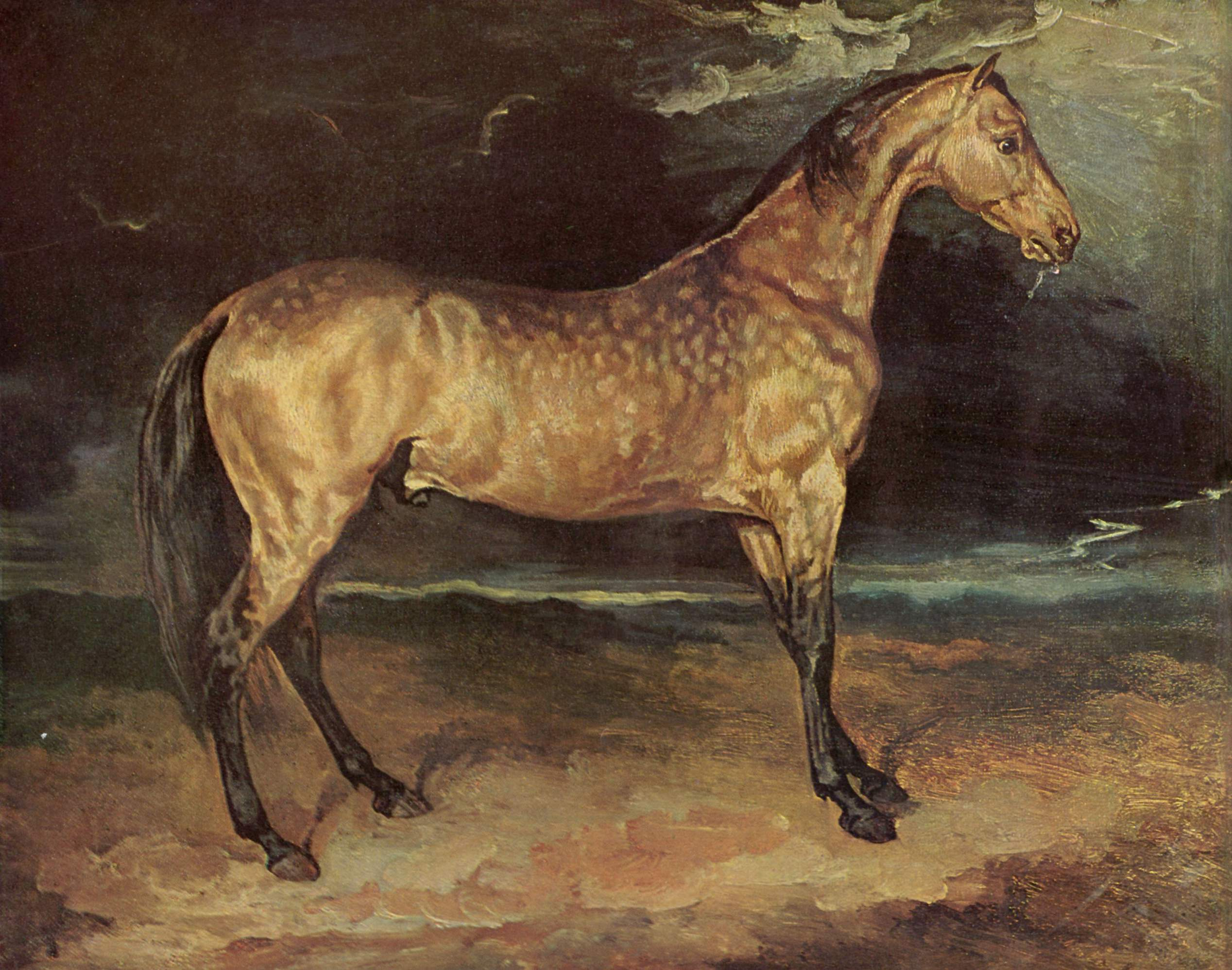
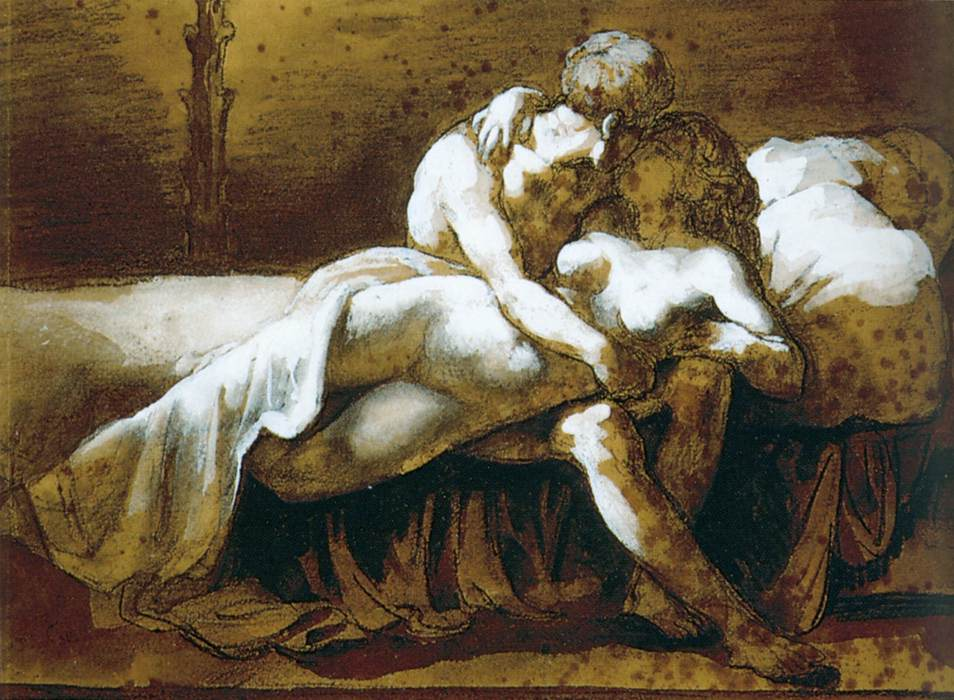
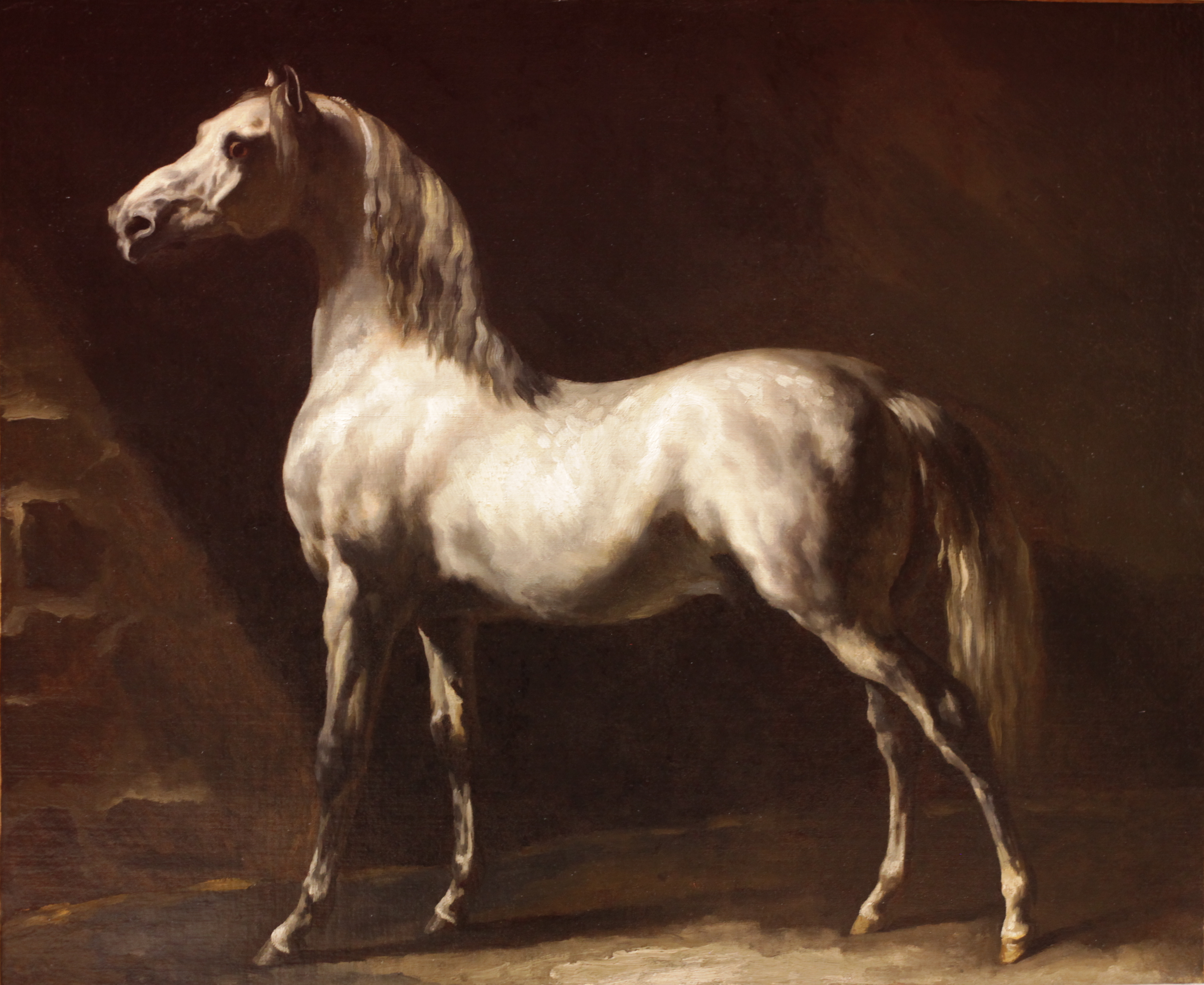
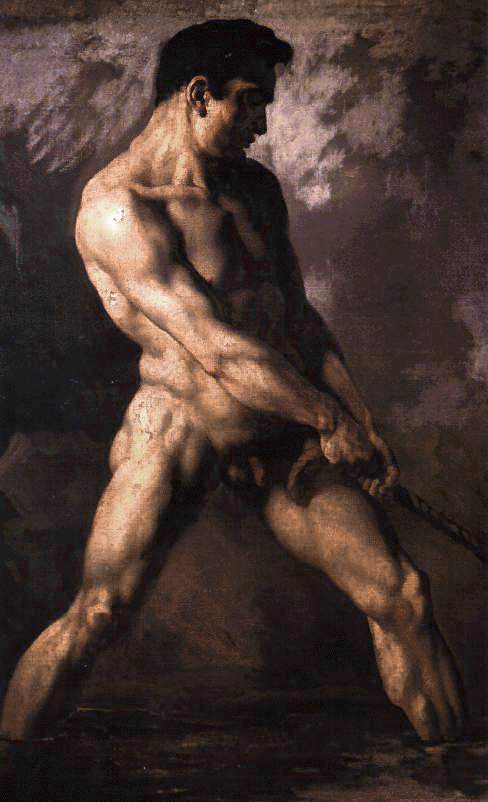